# Означающее
Означа́ющее (обознача́ющее) — формальная сторона языкового знака, неразрывно связанная с означаемым — другой его стороной и являющаяся морфонологическим и морфосинтаксическим выражением последнего.
Денота́ция (позднелат. denotatio от лат. de «порознь, отмена» + noto «отмечаю, обозначаю») — прямое (явное) значение языковой единицы (слова), лексическое значение слова. Является противоположностью коннотации.
Случай множественной денотации называется полисемия.
Означающее может быть названо абстрактной единицей языка, если понимается как класс конкретных сущностей плана выражения — соотносительных с означающим звуковых данностей (сигналов). Сходным образом оно представлено в концепции Ф. де Соссюра, где сочтено не «материальным звуком», а «психическим отпечатком звука, представлением, получаемым… посредством… органов чувств». Однако означающее также понимается как материальная сторона единицы языка, представленная звуками или звукосочетаниями.
Всякое означаемое имеет «материальный субстрат», доступный чувственному восприятию; однако даже отсутствие материальной сущности способно быть означающим в случае, если ему противопоставлено наличие материального выражения другого знака. Так, в русском языке грамматический показатель родительного падежа множественного числа в словоформе рук является нулевым (ср. другие формы: рука, руки).
Существование нулевых означающих является частным проявлением принципа различимости, согласно которому для обеспечения противопоставленности знаков релевантны лишь дифференциальные признаки — свойства, отличающие одни означающие от других.

## Типология знаков в связи с означаемым
Р. О. Якобсон в соответствии с идеями Ч. С. Пирса классифицировал знаки по типам отношения между означающим и означаемым, выделив следующие их типы:
- иконические — означающее сходно с означаемым (звукоподражания, порядок слов как отображение порядка событий, редупликация со значением множественности, повторяемости);
- индексальные — референт знака соприсутствует его использованию (личные, указательные местоимения);
- символические — связь между означаемым и означающим конвенциональна, произвольна. Следует, однако, заметить, что всякий языковой знак, в том числе звукоподражание[4], в той или иной степени условен.